# Daynellis Montejo
Daynellis Montejo (ur. 8 listopada 1984 w Santiago de Cuba) – kubańska zawodniczka taekwondo, brązowa medalistka olimpijska, brązowa medalistka mistrzostw świata.
Brązowa medalistka igrzysk olimpijskich w Pekinie w 2008 roku w kategorii do 49 kg.
Jest brązową medalistką mistrzostw świata z 2005 roku.